# Birger Håkansson (Hjorthorn, Birger Håkanssons ätt)
Birger Håkansson (Hjorthorn, Birger Håkanssons ätt), var en svensk riddare.

## Biografi
Birger Håkansson (Hjorthorn, Birger Håkanssons ätt) var en svensk riddare.

### Familj
Birger Håkansson var gift med Ingeborg Tunadotter (Håkan Tunessons ätt). De fick tillsammans dottern Kristina Birgersdotter som var gift med riddaren Magnus Marinason (Magnus Marinasons ätt).